# Federația Internațională a Asociațiilor Inventatorilor
Federația Internațională a Asociațiilor Inventatorilor (IFIA) este o organizație non-profit și non-guvernamentală, fondată în Londra, la 11 iulie 1969, de catre organizațiile de inventatori din Danemarca, Finlanda, Germania, Marea Britanie, Norvegia, Suedia și Elveția. 
IFIA este singura organizație care reunește asociațiile de inventatori din întreaga lume.

## Înregistrarea
Conform scrisorii primite de la Republica și Cantonul Geneva, în iunie 2015, Departamentul Autorității Fiscale și Financiare Cantonez a exonerat IFIA de impozitele pe venituri și capital din anul 2015, pe o perioadă nedeterminată, datorită utilității publice a activității sale, așa cum este stabilită în statut (3) și IFIA a fost înregistrată ca un factor cheie stabilit în Geneva. Internațional Geneva, o concentrare unică a organizațiilor internaționale, misiunilor permanente, ONG-uri și medii academice, a recunoscut IFIA ca fiind unul din membrii. Biroul Națiunilor Unite de la Geneva (ONUG) a înregistrat logo-ul IFIA în Institutul Federal Elvețian de Proprietate Elvețiană.

## Istoria IFIA
IFIA este o organizație mondială , non-guvernamentală, a asociațiilor și organizațiilor de inventatori, stabilită în 1968. Scopul principal este de a se conecta, pentru a sprijini inventatorii la un nivel internațional și să reprezinte interesele lor comune. Misiunea sa este de a disemina cultura invenției și inovației, pentru a proteja drepturile inventatorilor și pentru a promova spiritul inventiv și antreprenorial. IFIA a fost fondat la Londra, prin cooperarea dintre reprezentanții celor șapte țări europene, și anume Danemarca, Finlanda, Germania, Marea Britanie, Norvegia, Suedia și Elveția.

## Relația cu IFIA
Pentru a se asigura o bună funcționare și pentru a întâmpina cerințele inventatorilor, IFIA încearcă să-și extindă relațiile sale internaționale, prin interacțiunea și cooperarea cu o varietate de organizații pentru a organiza seminarii comune și ateliere de lucru și pentru a obține asistență tehnică. Aceste organizații internaționale includ:
- IFIA se bucură de statutul de observator (Categorie Specială - Tehnologie) la Conferința Națiunilor Unite pentru Comerț și Dezvoltare (UNCTAD) din Geneva, Elveția. (Ref No. E3381)
- IFIA se bucură de statutul de observator al Organizației Mondiale a Proprietății Intelectuale (OMPI) de la Geneva, Elveția. (Ref No. B3635), Organizația Mondială a Proprietății Intelectuale (OMPI)
- IFIA a primit (ONUDI) statut consultativ din partea Organizației Națiunilor Unite pentru Dezvoltare Industrială . (Ref No.E3386)
- IFIA este, de asemenea, un membru al Comitetului permanent consultativ în fața Oficiului European de Brevete (SACEPO), în Munchen, Germania. (Ref No. D4489) Oficiul European de Brevete (EPO)
- IFIA este inclusă în Adunarea Societății Profesionale în Alianța Europeană pentru Inovare (EAI).

## Parteneriatul cu IFIA
IFIA promovează cooperarea cu organizațiile care împărtășesc interese comune în conformitate cu cadrul Memorandumului de Înțelegere (MOU), pentru a crea un mediu adecvat pentru activitățile reciproce, să contribuie în continuare la promovarea culturii inovatoare, și pentru a oferi inventatorilor posibilitatea de a extinde rețeaua de comunicare. Diferite aspecte ale activităților IFIA sunt consolidate datorită cooperării bilaterale. Organizațiile includ: 
- Comisia socială și economică a Națiunilor Unite pentru Asia și Pacific Inovare și competitivitate Task Force: oferă servicii de promovare și servicii de comercializare pentru IFIA prin intermediul produselor de inovare și schimb de cercetare (IPRX).
- Korea Electric Power Corporation (KEPCO): KEPCO este al patrulea furnizor de putere a lumii și acum stabilește strategia pe termen lung pentru a deveni un lider mondial în domeniul invențiilor prin organizarea expoziției internaționale de inventică. KEPCO poate ajuta membrii IFIA să dezvolte inovațiile în domeniul energiei electrice și de a le comercializa.

## Principalele activități IFIA
- Imbunătățirea statutului de inventator și promovarea cooperarea dintre asociațiile de inventatori
- Colectarea de informații cu privire la starea de lucruri și condițiile practice legate de inventatori, invenții și inovații, pentru a le disemina la nivel mondial
- Examinarea regulată a legilor naționale și convențiilor internaționale, cu scopul de a le reforma în conformitate cu schimbările continue din domeniul inovării și cu atenția cuvenită drepturilor inventatorilor
- Îmbunătățirea permanentă a condițiilor pentru o cunoastere de succes și transferul de tehnologie în anumite țări și la nivel internațional, prin intermediul Centrului de Transfer Tehnologic, care lucrează sub supravegherea IFIA
- Toate celelalte activități, cu scopul de a încuraja și de a promova invenția și inovația, pentru a sprijini proiectul inventator de la dezvoltarea ideii până la comercializarea invenției, pentru a ridica aprecierea inventatorilor și invențiilor.

Pentru a realiza activitățile menționate anterior, IFIA organizează și susține astfel de evenimente
- Publicarea de cărți de referință, ghiduri, sondaje, studii
- Conferințe, seminarii, ateliere de lucru, întâlniri de grup de experți, prelegeri
- Concursuri și premii pentru invenții
- Expoziții legate de inventatori și invenții
- Asistență în crearea de asociații de inventator
- Servicii de consultanță
- Crearea de rețele internaționale între inventatori
- Promovarea invențiilor prin Internet

## Ce este IFIA?
Federația Internațională a Asociațiilor inventatorilor (IFIA) are peste 100 de state membre din cinci continente. Obiectivele sale principale sunt de a sprijini inventatorii, să le protejeze drepturile și să le conecteze în mod egal și la nivel internațional. De la începutul activității sale, principalul scop al IFIA a fost, și rămâne în continuare, acela de a răspândi cultura invenției și inovației, pentru a atrage atenția asupra importanței invenției și inovației pentru bunăstarea societății, pentru a promova statutul de inventator, și de a reprezenta pe plan internațional interesul comun de inventatori. Printre serviciile pe care IFIA le oferă membrilor săi, ne putem referi la organizarea de expoziții internaționale de invenții, ateliere legate de proprietatea intelectuală și seminarii științifice în colaborare cu organizațiile internaționale competente. Prin urmare, expozanții și inventatori li se oferă o oportunitate excelentă de a-și prezenta invențiile, de a face înțelegeri comerciale, cu investitori și de a crea rețelele sociale pentru a spori contactul cu părțile interesate. Mai mult decât atât, IFIA organizează conferințe și congrese internaționale în care toți membrii pot participa și să facă schimb de opinii cu privire la diferitele aspecte ale promovării invenției. Sursa de finanțare IFIA include taxele de membru, donații și moșteniri, sponsorizări, subvențiilor publice, cotizațiile de membru, sau orice alte resurse autorizate de lege. (a se vedea Statutul IFIA) Fondurile sunt alocate și utilizate pentru scopurile sociale ale Federației și astfel de activități sunt necesare pentru a permite Federației să îndeplinească scopurile pentru care a fost formată.

## Cu ce ocupă IFIA?
IFIA reunește asociațiile inventatorilor, centrele de inovare, universitățile, fundațiile, corporațiile și companiile care cooperează într-un mod fără precedent pentru a răspândi cultura invenției și inovației pe plan național și internațional. Mai mult decât atât, inventatorilor li se oferă informații necesare, legături și oportunități deosebite pentru a face schimb de idei, și să își creeze o rețea extinsă. Membrilor IFIA li se oferă posibilitatea de a participa la expoziții internaționale de invenții și inovare IFIA, congrese, conferințe și forumuri, pentru a organiza evenimente internaționale sub IFIA, pentru a se conecta cu personalități internaționale remarcabile din domeniul afacerilor, academic și instituțiilor, pentru a beneficia de rețele profesionale (Europa, Asia, arabe, Africa, America, America Latină, tineri) și centrul de transfer tehnologic, pentru a participa la procesele de inovare, elaborarea politicilor și reprezentare, precum și de a utiliza logo-ul IFIA și acronimul pe site-urile membre, broșuri și cataloage. IFIA răspândește noutăți despre membrii săi și evenimente prin intermediul paginii oficiale, revistei sale și newsletterului, oferă medalii la nivel național și internațional organizatorilor de evenimente, susținătorilor și ambasadorilor, deține ateliere de proprietate intelectuală și seminarii, oferă consiliere profesională pe diferite domenii ale brevetelor de invenție și de comercializare, afișează emblema membrilor și oferă datele de contact pe site-ul său oficial și în baza de date, publică cărți de referință, ghiduri, sondaje, studii și ajută la crearea unor asociații de inovație și invenție și a unor rețele regionale în diferite țări.

## Primele activități IFIA
În perioada de început al organizației IFIA, asociațiile din țările nordice, precum și din Germania, Marea Britanie, Olanda, Elveția și Franța au avut un rol important pentru dezvoltarea activităților din cadrul IFIA. IFIA a avut, de asemenea, onoarea de la începutul activităților sale de a lucra împreună cu Organizația Mondială a Proprietății Intelectuale (OMPI). IFIA a avut, de asemenea, posibilitatea de a-și extinde activitățile și de a include asociații de inventator dintr-o mulțime de țări, în special din țările în curs de dezvoltare. În timpul primelor perioade de constituire ale IFIA, principala problemă de pe agenda IFIA a fost armonizarea legislației naționale de brevete din cadrul sistemului PCT, întrebări legate de "perioadă de grație" pentru brevete și despre certificatele inventatorilor. Din aproximativ 1975, principalele întrebări erau în legătură cu modul în care să se dezvolte programe educaționale și de a oferi servicii de consultanță pentru inventatorii individuali. De la aproximativ 1985, accentul a fost legatul de modul de a extinde în continuare IFIA, inclusiv în cea mai mare parte din țările în curs de dezvoltare. O mulțime de seminarii au fost organizate pentru a discuta problemele legate de tinerii inventatori și inventatorii de sex feminin. Prima modificare a statutului IFIA a avut loc în 2004.

## Premiile IFIA
- Cea mai bună invenție: Celor mai bune invenții prezentate în cadrul expozițiilor internaționale IFIA, expoziții internaționale de invenții, tehnologii și spectacole de design, expoziții de invenții și inovație, festivaluri cu produse inovatoare sunt acordate în cadrul IFIA Medalia pentru cea mai bună invenție. Înainte de aceasta, Juriul Internațional IFIA evaluează invențiile expuse luând în considerare anumite criterii, inclusiv noutatea, inventivitatea, utilitatea și beneficiul său pentru omenire.
- Celebrităților naționale sau internaționale, cum ar fi un om de știință remarcabil, un antrenor de fotbal proeminent care contribuie la dezvoltarea culturii intr-un mod inventiv și inovator, datorită bunei reputații, le sunt acordate Medalia de Ambasador IFIA Ambasador.
- Medalia de Recunoaștere: Personalitățile importante naționale sau internațional, care își oferă sprijinul demarginit față de inventatori și inovatori, încă de la începutul formării ideii până la dezvoltare, primesc Medalia de Recunoaștere IFIA, pentru a aprecia asistența lor oferită răspândirii culturii invențiilor și inovațiilor.

## Câștigătorii medaliilor de recunoaștere IFIA
Această medalie a fost acordată unor personalități de rang înalt, cum ar fi Dr. Ivo Josipoviam, Președintelui Croației, Doamna Teresa Stanek Rea, Directorului interimar USPTO, Domnului Benoit Battistelli, Președintelui EPO, Dr. Miklos Benzsel, Președintele HIPO, Dr. Francis Gurry, Directorul General WIPO și ACM Prajin Juntong, Vice prim-ministrul Thailandei.

## Evenimente IFIA
- Expozitiile internationale de inventica, expozitiile de tehnologie si design, targuri de inventica si inovatii, festivaluri cu produse inovatoare si concursuri sau competitii de inventica, care au loc sub patronajul IFIA, ilustreaza inovatiile si noile tehnologii din diferite domenii, cum ar fi tehnologiile verzi, produse agricole, materiale chimice, masini, aparate de mana, electronice de larg consum, obiecte de calculator si tehnologie electrica.
- Agregarea a 50 de evenimente sub umbrela IFIA ofera posibilitatea inventatorilor sa faca schimb de cunostinte inovatoare, sa creeze o retea valoroasa de comunicare intre inventatori si investitori, sa participe la forumurile B2B, sa negocieze licenta pentru inventii si sa beneficieze de evenimentele secundare organizate in acelasi timp cu expozitiile, inclusiv atelierele, seminarele si congresele , cu scopul de a aduce in atentie IP, protectia brevetelor, comercializarea si responsabilizarea tinerilor si femeilor antreprenor.
- Mai mult decât atât, organizarea unor astfel de evenimente poate fi benefică pentru societate, competitivitatea economiei este îmbunătățită și este dezvoltata cultura inovației. Șansa de comercializare este crescuta, deoarece producătorii naționali sau internaționali, agenții comerciali, promotorii, finanțatorii, utilizatorii și antreprenorii de toate tipurile vizitează prototipuri expuse și invențiile brevetate. În plus, noile produse și inovații sunt făcute publice datorită prezenței jurnaliștilor și a presei internaționale, în timpul evenimentului.

## Publicațiile IFIA
Publicatia IFIA cuprinde buletinul informativ electronic săptămânal, revista publicata anual, broșură, calendar și aplicația mobila, care o face cunoscuta în rândul a peste 200000 de oameni, in legatura cu ultimele noutăți în domeniul invenției și inovației. Principalele activitati IFIA, cum ar fi expozițiile internaționale de invenții, seminarii, ateliere de lucru și congrese organizate în ultimii ani sunt ilustrate în revista IFIA. În același timp, sunt puse în evidență cooperarea internațională dintre agențiile IFIA și Națiunile Unite sau cu alte organizații de importanță.
- Broșura este o vizualizare scurtă și rapidă a IFIA inclusiv introducerea, activitățile și structura sa.
- Calendarul se schițează pe scurt evenimentele viitoare ale IFIA care va avea loc în diferite părți ale lumii. cititorii pot găsi cu ușurință eveniment care va fi organizat unde și când.
- Aplicatia IFIA este sprijinita de două platforme IOS și Android,lucru ce face ca toate informațiile de mai sus-menționate sa fie accesibile cu o singură atingere a unui mobil sau o tableta.

## Parteneriatele IFIA
Obiectivele IFIA sunt de a îmbunătăți statutul de inventatori la nivel național și internațional, precum și de a promova cooperarea dintre asociațiile de inventator. Pentru a face acest scop, IFIA a fost acordat cu urmatorul statut:
- Statutul de observator la Organizației Mondiale a Proprietății Intelectuale (OMPI)
- Statutul de observator (Categorie Specială - Tehnologie) la Conferința Națiunilor Unite pentru Comerț și Dezvoltare (UNCTAD)
- Membru al Comitetului permanent consultativ în fața Oficiului European de Brevete (SACEPO),
- Membru a Filialei ONG în cadrul Organizației Națiunilor Unite pentru organizațiile non-guvernamentale cu statut consultativ în cadrul Consiliului Economic și Social (ECOSOC)
- Parteneriat strategic cu Alianța Europeana pentru Inovare(EAI).

## Colaborările IFIA
IFIA a semnat mai multe înțelegeri cu următoarele organizații care urmăresc obiective legate de aspecte specifice în cadrul IFIA:
- Asociatia internationala a femeilor inventator si antreprenori (WWIEA): IFIA și WWIEA își propun să încurajeze femeile inventatori să fie implicate în activități creative.
- Corporatia Coreeana a Curentului Electric (KEPCO): din moment ce KEPCO este unul dintre furnizorii de energie principale ale lumii, IFIA este capabil de a sprijini dezvoltarea inovațiilor în acest domeniu.
- Alianta Europeana pentru Inovare: IFIA și EAI realiza activități importante pentru a stimula în continuare inovatia în Europa.
- Inventii globale (GI): IFIA și GI planuiesc sa ofere asistența necesară inventatorilor în vederea comercializarii inventiilor.

## Președintele IFIA (2014-2018)
Alireza RASTEGAR, Dr.Sc.

## Președinte de onoare IFIA (2004-nelimitat)
Farag MOUSSA, Dr.Sc., Elvetia, 2004 – perioada nedeterminata

## Directorul IFIA (2014-2016)
- Husein HUJIC, Bosnia si Herzegovina – Director General
- Michał SZOTA, Prof., Polonia - Director
- Lennart NILSON, Suedia – Director

## Președinții anteriori IFIA (din 1968)
1. A.W.RICHARDSON, Dr.Sc., Marea Britanie, 1968-1971
2. Harald A.R.ROMANUS, Suedia, 1971-1974
3. Freidrich BURMESTER, Dr.Sc., Germania, 1974-1977
4. Leif NORDSTRAND,Norvegia, 1977-1982
5. L.L.WARE, Dr.Se., Marea Britanie, 1982-1984
6. Torfin ROSENVINGE JOHNSEN, Norvegia, 1984-1985
7. Bo Goran WALLIN, Suedia, 1985-1987
8. Clarence P.FLEDMANN, Elvetia, 1987-1990
9. Farag MOUSSA, Dr.Sc., Elvetia, 1990-2006
10. András VEDRES, Dr.Sc., Ungaria, 2006-2014

## Calitatea de membru
Potrivit IFIA, "membrii Federației pot fi membri titulari, membri colaboratoare și membrii corespunzători". Cu alte cuvinte, membrii IFIA pot fi asociații de inventatori, institute, universități, centre de cercetare și alte organizații care desfășoară activități în domeniul invenției și a inovației. Membrii IFIA provin din 95 de țări, după cum urmează:

## Tabel cu membri
| No | Country              | No | Country        | No | Country              |
| -- | -------------------- | -- | -------------- | -- | -------------------- |
| 1  | Argentina            | 39 | Ireland        | 77 | Slovakia             |
| 2  | Afghanistan          | 40 | Iraq           | 78 | Slovenia             |
| 3  | Austria              | 41 | Japan          | 79 | Spain                |
| 4  | Australia            | 42 | Kazakhstan     | 80 | Sri Lanka            |
| 5  | Bahrain              | 43 | Kenya          | 81 | South Africa         |
| 6  | Bangladesh           | 44 | Korea, Rep. of | 82 | Sudan                |
| 7  | Benin                | 45 | Kuwait         | 83 | Tanzania             |
| 8  | Bolivia              | 46 | Latvia         | 84 | Tunisia              |
| 9  | Bosnia & Herzegovina | 47 | Lebanon        | 85 | Turkey               |
| 10 | Brazil               | 48 | Libya          | 86 | Thailand             |
| 11 | Bulgaria             | 49 | Macao          | 87 | Togo                 |
| 12 | Burundi              | 50 | Macedonia      | 88 | United Arab Emirates |
| 13 | Cameroon             | 51 | Malaysia       | 89 | United Kingdom       |
| 14 | Canada               | 52 | Mali           | 90 | Uruguay              |
| 15 | China                | 53 | Mauritania     | 91 | USA                  |
| 16 | Chad                 | 54 | Mongolia       | 92 | Vietnam              |
| 17 | Congo                | 55 | Morocco        | 93 | Yemen                |
| 18 | Congo, Dem. Rep. of  | 56 | Nepal          | 94 | Zimbabwe             |
| 19 | Côte d'Ivoire        | 57 | Netherlands    | 95 | Ukraine              |
| 20 | Croatia              | 58 | Niger          |    |                      |
| 21 | Cuba                 | 59 | Nigeria        |    |                      |
| 22 | Cyprus               | 60 | Norway         |    |                      |
| 23 | Czech Rep            | 61 | Pakistan       |    |                      |
| 24 | Denmark              | 62 | Peru           |    |                      |
| 25 | Dominican Rep        | 63 | Palestine      |    |                      |
| 26 | Egypt                | 64 | Philippines    |    |                      |
| 27 | El Salvador          | 65 | Poland         |    |                      |
| 28 | Estonia              | 66 | Qatar          |    |                      |
| 29 | Finland              | 67 | Romania        |    |                      |
| 30 | France               | 68 | Russia         |    |                      |
| 31 | Georgia              | 69 | Saudi Arabia   |    |                      |
| 32 | Germany              | 70 | Senegal        |    |                      |
| 33 | Hungary              | 71 | Serbia         |    |                      |
| 34 | Hong Kong, China     | 72 | Singapore      |    |                      |
| 35 | Iceland              | 73 | Sweden         |    |                      |
| 36 | Indonesia            | 74 | Switzerland    |    |                      |
| 37 | India                | 75 | Syria          |    |                      |
| 38 | I.R.Iran             | 76 | Taiwan, China  |    |                      |

## Conducerea
- Adunarea Generala: Organul Suprem al Federatiei alcatuit din cele mai active organizatii membre ale statului.
- Presedintele Federatiei este Directotul General, care este ales de Adunarea Generala pe o perioada de 4 ani.
- Comitetul Executiv este un factor de decizie politica si organul executiv care este ales de Aunarea Generala pe o perioada de 2 ani.
- Directorii si ceilalti consilieri ai Presedintelui sunt alesi de catre Presedinte pe o perioada de 2 ani si sunt cei mai apropiati asociati si asistenti ai acestuia.

## Comitetul Executiv IFIA
Membrii Comitetului Executiv IFIA pentru anii 2014-2016:
| No | Country              | President                              |
| -- | -------------------- | -------------------------------------- |
| 1  | Bosnia & Herzegovina | Mladan KARIC,M.Sc.                     |
| 2  | Brazil               | Marcelo VIVACQUA,Dr.Sc.                |
| 3  | China                | Zengpei XUAN,Dr.Sc.                    |
| 4  | Croatia              | Zoran BARISIC,M.Sc.                    |
| 5  | Denmark              | Mrs. Vivi AEKJAER                      |
| 6  | Germany              | Winfried STURM                         |
| 7  | Iceland              | Mrs. Elinora Inga SIGURDARDOTTIR       |
| 8  | India                | Aynampudi SUBBARAO,Dr.Sc.              |
| 9  | Iran                 | Hossein VAEZI                          |
| 10 | Iraq                 | Hazim Jabbar Al-DARAJI,Prof.           |
| 11 | Korea Rep.           | Shin KYOUNG-HO                         |
| 12 | Niger                | Idrissa Hassane SOULAY,Dr.SC.          |
| 13 | Nigeria              | Joel Shaka MOMODU                      |
| 14 | Philippines          | Billy MALANG,Dr.Sc.                    |
| 15 | Poland               | Ms,Agnieszka MIKOLAJSKA, Dr.Sc.Student |
| 16 | Portugal             | Fernando LOPES                         |
| 17 | Russia               | Vladimir PETRIASOV                     |
| 18 | Slovenia             | Ms.Ana HAFNER, Dr.Sc.                  |
| 19 | Sweden               | Cenneth LINDKVIST                      |